# Eden Brent

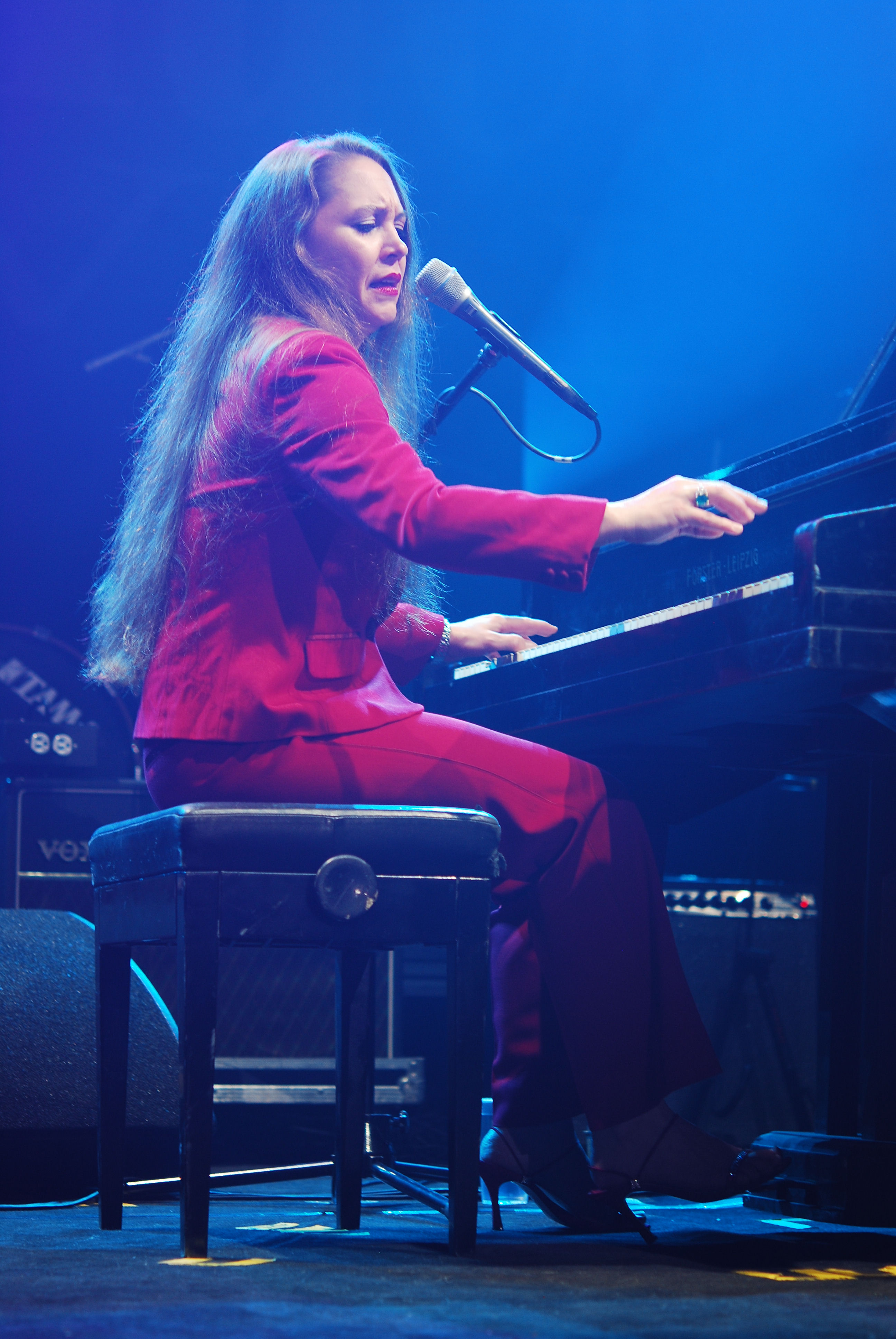
Eden Brent Rawa Blues Festival 2009

Eden Brent (* 16. November 1965 in Greenville, Mississippi) ist eine US-amerikanische Pianistin, Songwriterin und Sängerin.

## Leben
Manche Kritiker beschreiben Eden Brent als ein Teil Bessie Smith, ein Teil Janis Joplin und ein Teil Diana Krall während andere sie mit Dinah Washington, Sarah Vaughan und Norah Jones vergleichen. Brents Talent ermöglicht es ihr auf der einen Seite rauen Blues zu singen, andererseits anspruchsvollen Jazz und alles, was dazwischen liegt.
Ihre musikalische Grundausbildung erhielt sie in einer musikalischen Familie und an der University of North Texas, wo sie Jazzspiel und -komposition studierte. Danach spielte sie mit dem Deltapianisten Boogaloo Ames, der sie unter seine Fittiche nahm. Mit ihm trat sie in ganz Mississippi auf. Gemeinsam mit ihm ist sie in den Produktionen Boogaloo & Eden: Sustaining the Sound (1999) und Forty Days in the Delta (2002) zu sehen. Ames verpasste ihr auch den Spitznamen „Little Boogaloo“.

## Auszeichnungen
- Blues Music Award Acoustic Artist of The Year (2009)
- Blues Music Award Acoustic Album of Year für Mississippi Number One (2009)
- Blues Music Award Pinetop Perkins Piano Player (2010)

## Nominierungen
- 2008 Sean Costello Rising Star Award Blues Blast Music Awards (2008)
- 2008 Blues Song Of The Year Blues Critic Awards Reader's Poll für Mississippi Number 1 (2008)
- 2008 Blues Song Of The Year Finalist des 8th Annual Independent Music Awards für Mississippi Number 1 (2008)
- 2009 Best New Artist Debut Recording Blues Blast Music Awards (2009)
- 2009 Best Female Artist Blues Blast Music Awards (2009)
- 2009 Sean Costello Rising Star Award Blues Blast Music Awards (2009)
- 2009 Blues Album of the Year Just Plain Folks Music Awards für Mississippi Number 1 (2009)
- 2009 Blues Song of the Year Just Plain Folks Music Awards für Until I Die (2009)
- 2009 Best New Artist Debut Blues Foundation für Mississippi Number 1 (2009)
- 2009 Pinetop Perkins Piano Player of the Year Blues Foundation (2009)

## Diskografie
- Something Cool – Little Boogaloo Records – 2003
- Mississippi Number One – Yellow Dog Records – 2008
- Ain’t Got No Troubles – Yellow Dog Records – 2010
- Jigsaw Heart – Yellow Dog Records – 2014